# Михайлов, Константин Арсеньевич
Константин Арсеньевич Михайлов (1868—1919) — писатель-юморист.

## Биография
Сын ремесленника. Закончил Комиссаровскую школу (1882) в возрасте 14 лет. C 18 лет жил на литературные заработки. За годы литературной деятельности написал около 2 тыс. небольших рассказов и около 1,5 тыс. стихотворений. Печатался со 2-й половины 1880-х годов, под многочисленными псевдонимами (свыше 320), в юмористических журналах «Шут», «Стрекоза», «Будильник», «Развлечение». Постоянный сотрудник журнала «Осколки» (1886—1916). Писал типичные для чисто развлекательной журналистики этого времени стихи, диалоги, сценки, рассказы, посвящённые в основном «жертвам, жрецам и жрицам любви». Из номера в номер появлялись циклы его рассказов с выразительными названиями: «Из похождений юной авантюристки», «Из жизни одного многоженца», «Обольстительницы», «Похождения холостяков», «Из жизни молоденькой обманщицы» и т.д. Позднее многие из них вошли в отдельный сборник «Женские тайны» (1898) и «Соломенные вдовушки» (1900); многочисленные пьесы были собраны в книге «Драматические сочинения» (1986).